# Rio Jaguari (São Paulo)
O rio Jaguari é um curso de água que banha os estados de São Paulo e Minas Gerais, no Brasil.

## Descrição
As nascentes do rio Jaguari estão localizadas no estado de Minas Gerais, nos municípios de Sapucaí-Mirim, Camanducaia e Itapeva. Em Extrema, no estado de Minas Gerais, o rio Jaguari recebe um afluente importante, o rio Camanducaia. Ao juntar-se com o rio Atibaia, o Jaguari forma o rio Piracicaba, no município de Americana, no estado de São Paulo, seguindo até o município de Barra Bonita, também no estado de São Paulo, onde ocorre sua foz junto ao rio Tietê.
Ao entrar em território paulista, o rio Jaguari é represado, sendo este um dos reservatórios integrantes do sistema produtor de água chamado Cantareira, construído para permitir a reversão de água da bacia do Piracicaba para a bacia do Alto Tietê, como reforço ao abastecimento público da Região Metropolitana de São Paulo. São revertidos aproximadamente 33 metros cúbicos por segundo, dos quais 31 metros cúbicos por segundo originados dos formadores do Piracicaba (Jaguari e Atibaia). (Hidroplan, 1997).
Por atravessar dois estados, o Jaguari é considerado um rio federal. Sua bacia abrange quatro municípios mineiros e quinze paulistas.
No estado de São Paulo, há um outro rio também chamado Jaguari, afluente da margem esquerda do rio Paraíba do Sul.

## Topônimo

Do tupi: îaguara, onça, e 'y, rio. Ambos os termos estão em relação genitiva, o que dá a ideia de origem, pertencimento, e enseja a inversão dos termos (conforme indicam as setas).

"Jaguari" é um termo de origem tupi que significa "rio das onças", através da junção dos termos îagûara (onça). e  'y  (água, rio)